# 노동자 여성
《노동자 여성》(핀란드어: Työläisnainen 튀욀래이스나이넨[*])은 1906년에서 1923년 사이 핀란드 사회민주여성조합에서 발행한 잡지다. 발행처 주소는 헬싱키 안티가(오늘날의 뢴로트가) 64번지였다. 핀란드 여성 노동운동의 거물 미나 실란패가 초대 주필을 지냈다. 1905년에서 1906년 사이에 실란패가 발행하던 《여성고용인 잡지》를 전신으로 1907년 출범하여 1914년 제1차 세계 대전이 터질 때까지 꼬박꼬박 주간 발행했다. 1차대전 발발 뒤로는 부정기적으로 발행하다가 1923년 폐간했다.

## 연혁
여성 노동자를 위한 출판물을 만들어야 한다는 의제는 1900년 여성노동자조합(1906년 이후 이름 사회민주여성조합) 첫 대회 때부터 다루어졌다. 당시 여성노동자조합은 노동계급 대상 신문들이 여성들이 흥미를 가질 만한 내용이 거의 없음에 불만을 가졌다. 그 뒤 1902년 투르쿠에서 진행된 제2차 대회에서 신문을 만들기로 했으나 출판청의 협조를 받을 수 없었다. 한편, 비푸리와 탈리칼라의 여성조직들이 1902년 《여성 잡지》(Naisten lehden 나이스텐 레흐덴[*]), 1904년 《앵초 잡지》(Kevätesikoinen lehden 케배테시코이넨 레흐덴[*]), 1906년 《인민대중여성》(Kansan nainen 칸산 나이넨[*]) 등의 출판물을 간행했지만 검열과 자원 부족으로 인해 성과는 시원치 못했다.
이렇게 일 추진이 지지부진하자 1906년 사회민주여성조합은 1905년부터 헬싱키에서 발행되고 있던 《여성고용인 잡지》(Palvelijatarlehti)를 개편 재출범시키는 방식을 취하기로 했고, 《노동자 여성》으로 제호를 개칭했다. 《여성고용인 잡지》 시절부터 잡지 주필을 맡고 있던 미나 실란패가 그대로 《노동자 여성》의 초대 주필을 맡았다. 실란패는 자신이 하녀 출신이었던 만큼 하녀 및 시녀 같은 여성 가사노동자들의 처우 문제와 여성의 직업적 조직화, 그리고 의회주의와 국민정치 등 시국 문제에 관한 글들을 썼다. 《노동자 여성》은 발행 초기에 계급의식을 특히 강조했다. 이 잡지를 통해 사회민주여성조합은 매춘의 금지, 금주법 도입, 모성보호, 가정주부의 지위 개선 등을 주장했다. 또한 다른 여러 나라들에서 진행되고 있던 여성의 투표권 문제도 수면으로 끌어올렸으며, 클라라 체트킨이나 알렉산드라 콜론타이 같은 여성 사회주의 이론가들의 저술을 소개했다. 또한 사회민주여성조합 산하에 만들어진 노동계급 청소년단체인 이상동맹 관련 내용을 1908년부터 매달 한 번씩 부록으로 추가했는데, 이듬해인 1909년부터 이상동맹 관련 내용은 별개의 잡지로 출판하게 되었다.
《노동자 여성》의 발행 부수는 첫 해에 4천 부였고, 특별한 사건이 있으면 1만 부까지 올라가기도 했다. 이후 1914년까지 매주 1호씩 발간했지만, 제1차 세계 대전이 터진 후 부수가 줄어들고 재정상황도 악화되면서 1915년에는 신년 특별호호와 크리스마스 특별호, 1916년에는 10주년 기념호밖에 출간하지 못했다. 러시아 혁명이 일어난 1917년에는 5개 호가 발행되었고, 핀란드 내전이 일어난 1918년에는 1개 호, 1919년에는 크리스마스 특별호만 발행되었다.